# Classe Tree
La classe Tree  est une classe de chalutiers militaires  construite pendant la Seconde Guerre mondiale par la Royal Navy.

## Histoire
Les navires ont été conçus pour être utilisés comme navire lutte anti-sous-marine. Ils sont identiques à la Classe Isles.
Six navires ont été perdus durant les combats : Almond, Ash, Chestnut, Hickory, Juniper et Pine.
Un navire, le Mangrove a  été transféré à la Marine portugaise en 1943 et a pris le nom de Faial (P2).

## Les unités
Ardrossan Dockyard co. à Ardrossan
- HMS Acacia (T02) : 1940-46
- HMS Almond (T14) : 1940-perdu le 2/2/1941

Cochrans & Sons, Ltd à Selby
- HMS Ash (T39) : 1939-perdu le 6/6/1941
- HMS Bay (T77) : 1939-1946

Cook, Welton & Gemmell à Berkeley
- HMS Birch (T93) : 1939-46
- HMS Blackthorn (T100) : 1939-46

Goole Shipbuilding & Repair Company à Goole 
- HMS Chestnut (T110) : 1940-perdu 30/11/1940
- HMS Deodar (T124) : 1940-46

A & J Inglis, Ltd à Glasgow
- HMS Elm (T105) : 1939-46
- HMS Fir (T129) : 1940-46

Henry Robb, Limited à Leith
- HMS Hazel (T108) : 1939-46
- HMS Hickory (T116) : 1940-perdu le 22/10/1940

Ferguson Shipbuilders Ltd à Port Glasgow
- HMS Juniper (T123) : 1939-perdu le 8/6/1940
- HMS Mangrove (T112) : 1942-1943 (transfert au Portugal)

Hall, Russell & Company, Ltd à Aberdeen
- HMS Olive (T126) : 1940-48
- HMS Pine (T101) : 1940-perdu le 31/01/1944

Smith's Dock Company, Ltd. à Middlesbrough
- HMS Rowan (T119) : 1939-46
- HMS Walnut (T103) : 1939-48
- HMS Whitethorn (T127) : 1939-46
- HMS Wistaria (T113) : 1939-46

## Crédits
- (en) Cet article est partiellement ou en totalité issu de l’article de Wikipédia en anglais intitulé « Tree-class trawler » (voir la liste des auteurs).